# Doppelscheinwerfer

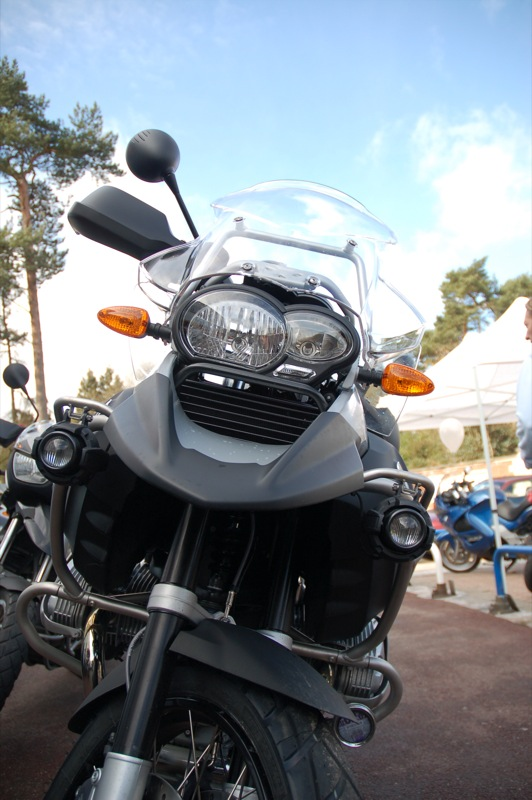
BMW R1200 GS mit Doppelscheinwerfer

Doppelscheinwerfer bezeichnet das Frontlicht eines Motorrades mit zwei unmittelbar neben- oder untereinanderliegenden Lichtquellen. Die EU-Richtlinie von 1993, die bis 2000 in deutsches Recht umgesetzt werden musste, regelt Details. Beispielsweise legt sie fest, wie zwei Fernlicht-, Abblend-Scheinwerfer oder Standlichter (Begrenzungsleuchten) angeordnet sein müssen. Sie regelt die Lichtfarbe, die Größe des Lichtkegels, die Kombination, in der die Scheinwerfer eingeschaltet werden dürfen und die Art der Kontrollleuchten.

## Weblink
- Richtlinie 93/92/EWG (PDF) des Rates vom 29. Oktober 1993 über den Anbau der Beleuchtungs- und Lichtsignaleinrichtungen an zweirädrigen oder dreirädrigen Kraftfahrzeugen